# Roland Hanna

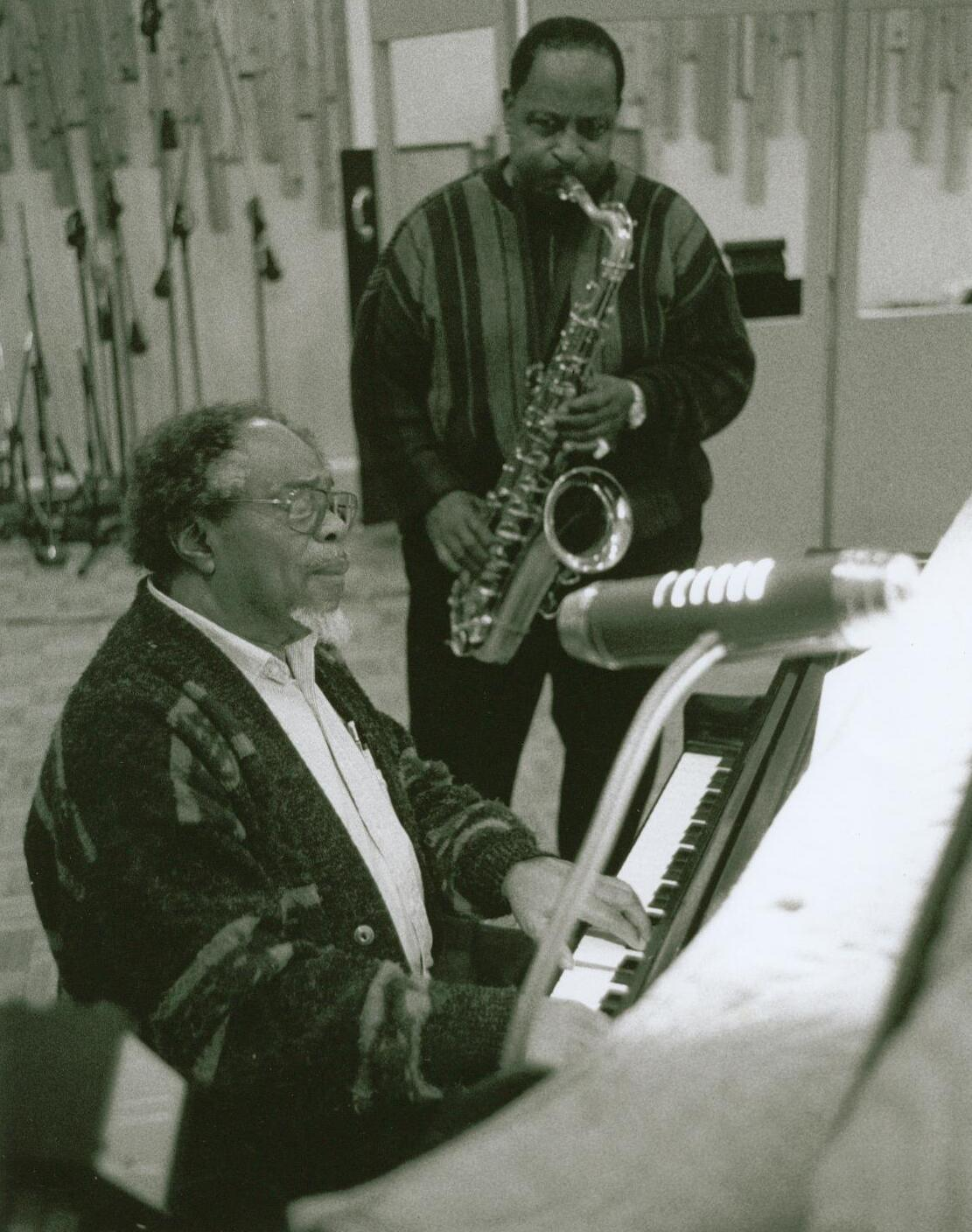
Roland Hanna (links) met saxofonist Ed Wiley in Brooklyn, 2001

Roland Pembroke Hanna (Detroit, 10 februari 1932 - Hackensack, 13 november 2002) was een Amerikaanse jazz-pianist en -componist, die in elke muzikale setting uit de voeten kon, van swing tot hardbop en avant-garde.

## Biografie
Hanna begon piano te spelen toen hij elf jaar was. Op de highschool maakte hij kennis met jazz dankzij een medestudent die ook zou uitgroeien tot een bekende jazzmusicus: Tommy Flanagan. Hanna zou Flanagan later een van de pianisten noemen die hem heeft beïnvloed, naast Art Tatum en de klassieke pianist Arthur Rubinstein. Hij studeerde vanaf rond 1953 twee jaar aan Eastman School of Music en vanaf 1955, in New York, Juilliard School of Music waar hij in 1960 afstudeerde. Zijn professionele loopbaan in de muziek begon hij bij Benny Goodman in 1958. Het jaar erna werkte hij kort met Charles Mingus, met wie hij meespeelde op verschillende albums, zoals "Mingus Dynasty". In 1959 nam hij zijn eerste albums op, onder meer met zijn trio. Ook speelde hij in die tijd met Kenny Burrell, met wie hij ook opnam. Van 1963 tot 1966 had hij een trio, waarmee hij regelmatig in 'Five Spot' speelde. Van 1966 tot 1974 was hij lid van het Thad Jones-Mel Lewis Orchestra en in 1974 was hij met Frank Wess medeoprichter van het New York Jazz Quartet, waarmee hij tot rond 1981 actief was en verschillende albums maakte. 
Hanna heeft vooral in de jaren zeventig veel platen als leider, of solist, opgenomen. Hij trad veel op als solist of in kleine bezettingen, of als begeleider van musici of vocalisten waarmee hij opnames maakte, zoals Ron Carter, Freddie Hubbard, Eddie Daniels, Jimmy Knepper, Elvin Jones, Chet Baker, Benny Carter, Richard Davis, Dee Dee Bridgewater, Johnny Hartman, Sarah Vaughan, Carmen McRae, Al Hibbler en Carrie Smith. Hanna schreef meer dan 400 composities, jazz, maar ook meer ambitieuze werken waarin hij een brug slaat tussen jazz en klassieke muziek. Sommige composities, waaronder dansmuziek, zijn uitgevoerd door enkele grotere orkesten.
Naast zijn optredens overal ter wereld (waaronder Japan, waar hij zeer populair was) was Hanna ook docent aan verschillende conservatoria, waaronder Eastman en Manhattan School of Music. In 1997 richtte hij tevens een platenlabel op, Rmi Records.
Roland Hanna droeg sinds 1970 de titel van sir, hem verleend door de toenmalige president van Liberia, William Tubman, nadat hij een serie benefietconcerten had gegeven ten behoeve van Liberiaanse kinderen.
Hanna overleed aan de gevolgen van een virale hartinfectie.

## Discografie (selectie)
als leider:
- Roland Hanna Plays Harold Rome's 'Desty Rides Again', Warner Brothers, 1959
- Easy to Love, Atlantic, 1959
- Child of Gemini, MPS Records, 1971
- Sir Elf, Candid Records, 1974
- Perugia, Freedom Records, 1974
- Live at Montreux, Freedom Records, 1974
- Concept, Salvation Records, 1975
- Sir Elf Plus 1, Choice Records, 1977 (Absord Japan, 2003)
- Glove, Storyville, 1977
- At Home With Friends, Progressive Records, 1977
- Time For the Dancers, Progressive Records, 1977
- Bird Tracks, Progressive Records, 1978
- Impressions, Black & Blue Records, 1978
- Play for Monk, Musical Heritage Society, 1978
- Rolandscape, Progressive Records, 1978
- Plays the Music of Alec Wilder, Inner City Records, 1978
- This Must Be Love, Progressive Records, 1978
- Swing Me No Waltzes, Storyville, 1979
- A Gift from the Magi, West 54, 1979
- Piano Soliloquy, L + R records, 1979
- Romanesque, Trio Records, 1982
- Gershwin, Carmichael, Cats (met o.m. Chet Baker), CTI Records, 1983
- Round Midnight, Town Crier Recordings, 1987
- The Bar, Funhouse, 1988
- Solo, Town Crier Recordings, 1990
- Persia My Dear, 1988 (DIW, 1993)
- Duke Ellington Piano Solos, Musicmasters, 1991
- Live at Maybeck Recital Hall, Volume 32, Concord Jazz, 1993
- This Time It's Real (live-opnames 1987), Storyville, 1994
- Walkin' (opnames 1973/1974), Jazz Hour, 1996
- Plays Gershwin, Lester Recording Catalog, 1997
- Dream, Venus Jazz, 2002
- Milano, Paris, New York: Finding John Lewis, venus Jazz, 2002
- Everything I love, IPO Recordings, 2002
- Tributaries: Reflections on Tommy Flanagan, IPO Recordings, 2003
- Preludes, vol. 1 & 2, PJL, 2003
- Apres un Reve, Venus Jazz 2003 (Kang & Music 2004)
- Colors from a Giant Kit (onuitgegeven opnames), IPO Recordings, 2011